# 2638 Gadolin
2638 Gadolin eller 1939 SG är en asteroid i huvudbältet som upptäcktes den 19 september 1939 av den finske astronomen Yrjö Väisälä vid Storheikkilä observatorium. Den är uppkallad efter far och son Jakob och Johan Gadolin.
Asteroiden har en diameter på ungefär 12 kilometer och den tillhör asteroidgruppen Maria.